# Саймон Ковні
Саймон Ковні (ірл. Síomón Ó Cómhanaigh, англ. Simon Anthony Coveney; нар. 16 червня 1972, Корк, Ірландія) — ірландський політик, член партії Фіне Гел, міністр закордонних справ та міністр оборони (2017—2022).

## Біографія
Народився 16 червня 1972 в родині Х'ю Ковні, який в 1980-1990-і був депутатом Палати представників Ірландії від партії Фіне Гел. Саймон Ковні спочатку навчався в середній школі в рідному Корку, потім — в престижному католицькому коледжі Клонгоуз Вуд в графстві Кілдер, звідки його виключили на четвертому курсі. Пізніше закінчив університет зі ступенем бакалавра наук по сільському господарству і землекористуванню. У 1998 році після смерті свого батька перервав навколосвітню благодійну подорож на яхті, виставив свою кандидатуру в його окрузі на додаткових виборах і здобув перемогу. Не обіймав значних парламентських посад, у 2002 році зумів зберегти свій мандат за підсумками виборів, що виявились невдалими для його партії, яка втратила 23 місця.
У 2004—2007 був депутатом Європейського парламенту, де перебував у фракції Європейської народної партії, будучи її координатором в проблемах прав людини (двічі готував щорічну доповідь Європарламенту з цього питання).
Повернувшись до Ірландії, на загальних виборах 2007 року знову був обраний у Дойл Ерен і відмовився від свого європейського мандата. У 2000-і представляв пресі політику партії в галузі транспорту і зв'язку, в 2010 підтримував Річарда Братона в його невдалій спробі зайняти місце лідера Фіне Гел Енди Кенні.
Парламентські вибори 2011 принесли перемогу Фіне Гел, і 9 березня 2011 Ковні отримав портфель міністра сільського господарства в уряді Енди Кенні.
11 липня 2014 в доповнення до своєї посади призначений міністром оборони.
6 травня 2016 набув посаду міністра житлового господарства, планування, громад і місцевого самоврядування.
2 червня 2017 програв Лео Варадкару вибори лідера партії.
13 червня 2017 призначений заступником лідера Фіне Гел.
14 червня 2017 обійняв посаду міністра закордонних справ і торгівлі в уряді Варадкара, обіймав її до 17 грудня 2022 року в уряді Міхал Мартін.
30 листопада 2017 призначений заступником прем'єр-міністра на додаток до своїх обов'язків міністра закордонних справ, обіймав її також до 17 грудня 2022 року.
У 2008 одружився з колишньою однокласницею Рут Фьорні (Ruth Furney), в їхній родині з'явилися три дочки.

## Діяльність щодо України
У червні 2018 закликав до звільнення увязненого у Росії українського режисера Олега Сенцова
23 серпня 2021 представляв Ірландію на Кримській платформі.